# Pirata triens
Pirata triens Wallace & Exline, 1978 è un ragno appartenente alla famiglia Lycosidae.

## Etimologia
Il nome deriva dal sostantivo latino triens, -entis, cioè la terza parte, il terzo; il descrittore ha voluto così indicare che questa specie è la terza ad essere attribuita all'aspirans group.

## Caratteristiche
L'olotipo maschile rinvenuto ha il cefalotorace lungo 2,00mm, e largo 1,48mm.

## Distribuzione
La specie è stata reperita nell'Illinois: nei pressi della cittadina di Quincy, appartenente alla Contea di Adams.

## Tassonomia
La specie appartiene all'aspirans group nell'ambito del genere Pirata insieme con P. aspirans, P. indigena e P. iviei.
Al 2017 non sono note sottospecie e dal 1978 non sono stati esaminati nuovi esemplari.